# 小霍恩山

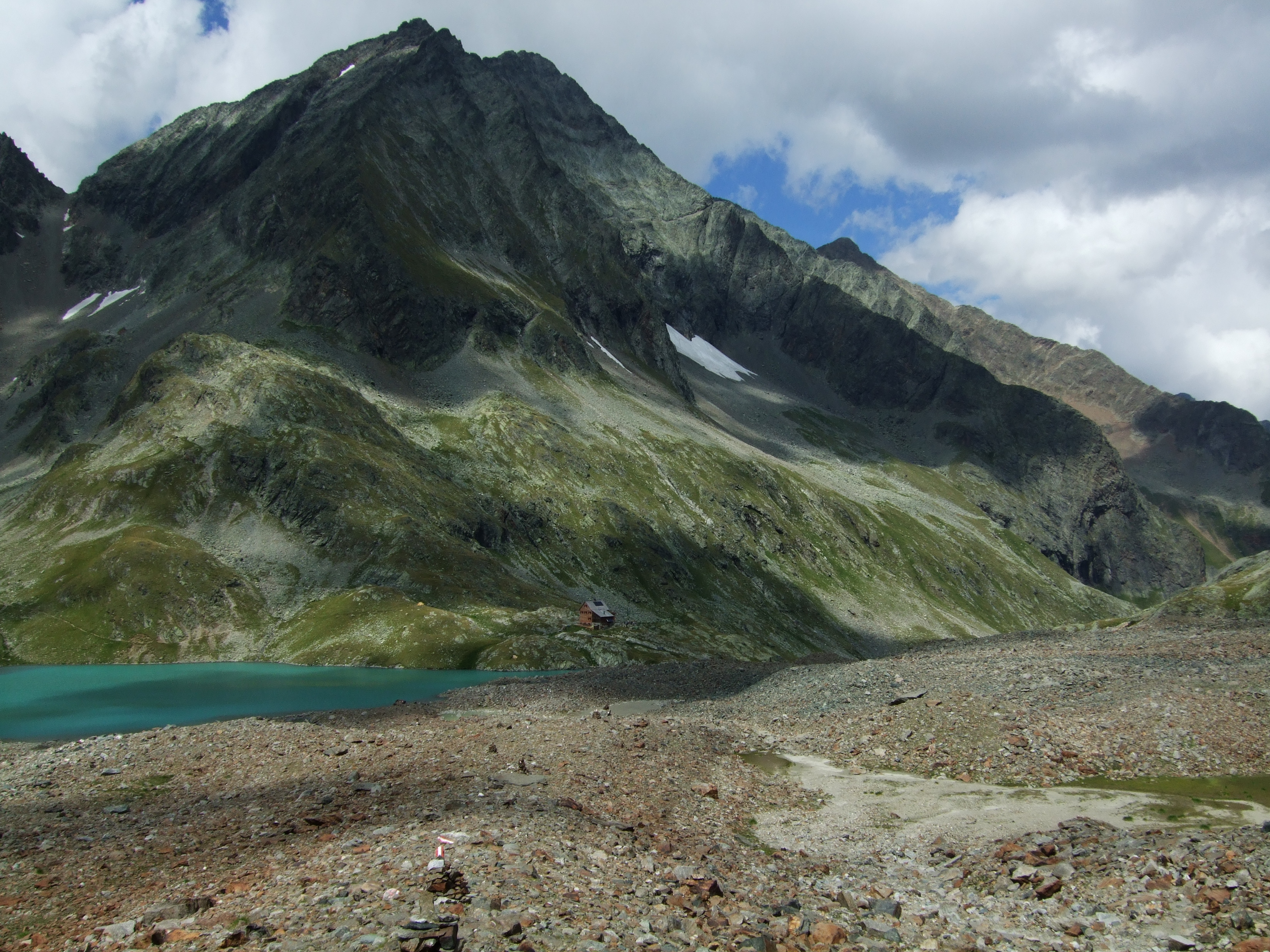

46°57′53″N 12°46′37″E / 46.964762°N 12.776935°E
小霍恩山（德語：Kleiner Hornkopf），是奧地利的山峰，位於該國南部，由克恩頓州負責管轄，處於德勞河畔施皮塔爾縣，屬於舍貝爾山脈的一部分，海拔高度3,194米。